# Cantó de La Plaine-des-Palmistes
El cantó de La Plaine-des-Palmistes és un cantó de l'illa de la Reunió, regió d'ultramar francesa de l'oceà Índic. Correspon exactament a la comuna de La Plaine-des-Palmistes.

## Història
| Data d'elecció | Identitat      | Partit |
| -------------- | -------------- | ------ |
| 2001 -2008     | Marc-Luc Boyer |        |
| 2008 -         | Patrick Erudel |        |

## Evolució demogràfica
| 1968  | 1975  | 1982  | 1990  | 1999  | 2006  |
| ----- | ----- | ----- | ----- | ----- | ----- |
| 2 304 | 2 062 | 2 020 | 2 676 | 3 433 | 4 518 |